# Volcán suabo

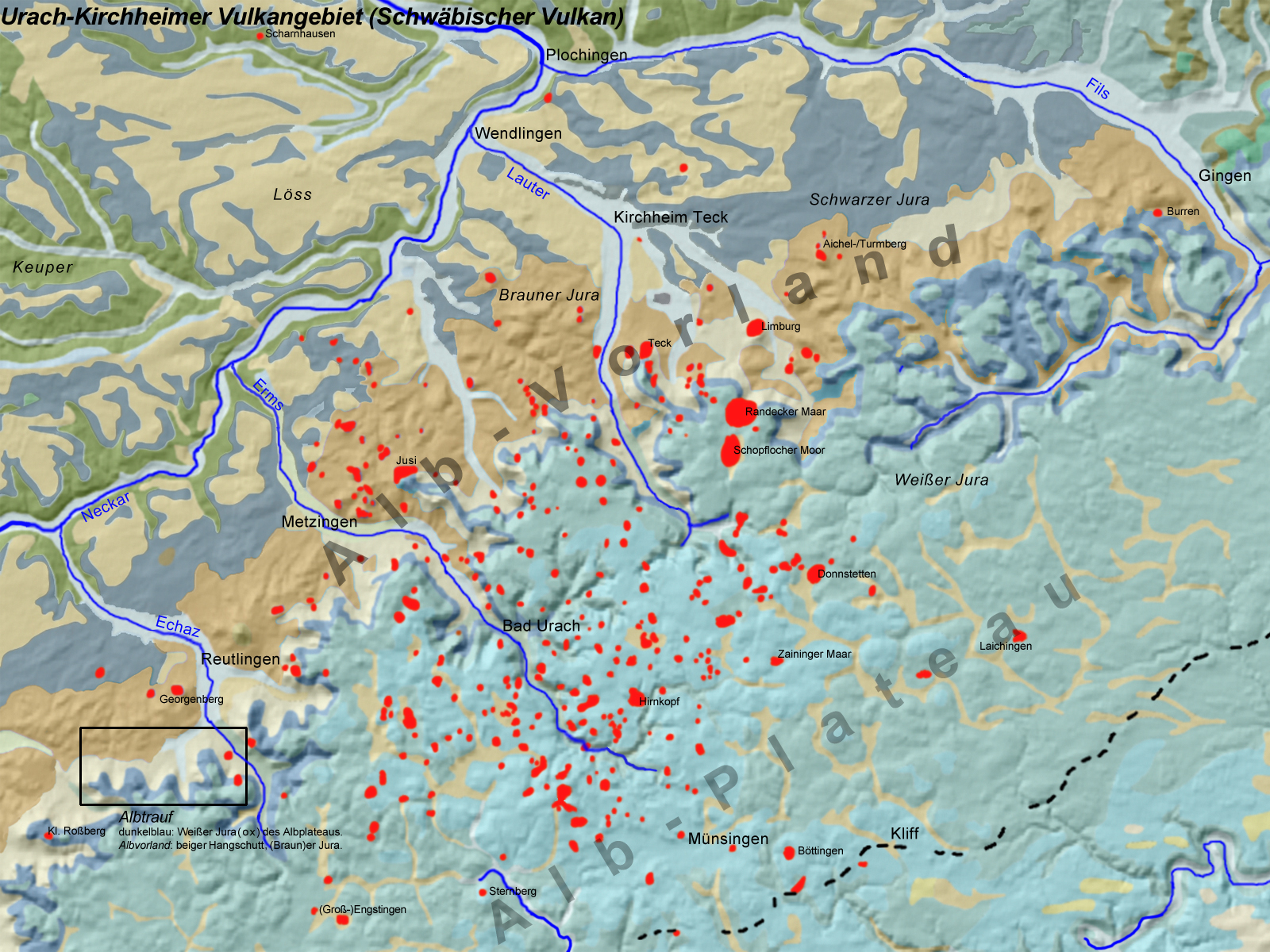
Volcán suabo

El volcán suabo (en alemán: Schwäbischer Vulkan) es una región en un radio de aproximadamente 25 km alrededor de la ciudad Bad Urach en Baden-Wurtemberg, Alemania. Existen 355 puntos de erupción o diatremas que se formaron a causa de actividad volcánica durante el Mioceno medio, hace 16 - 17 millones de años.